# أسفل حمومة

تعديل مصدري - تعديل

أسفل حمومة هي إحدى قرى عزلة القارة بمديرية رصد التابعة لمحافظة أبين، بلغ تعداد سكانها 206 نسمة حسب تعداد اليمن لعام 2004.